# Wiener Wappen

Das Wiener Wappen mit schwarzem Adler und Brustschild

Der Brustschild besteht aus einem weißen Kreuz auf rotem Grund

Das Wappen der Bundeshauptstadt Wien zeigt in einem roten Schild ein weißes Kreuz (§ 1 (1) Gesetz über die Symbole der Bundeshauptstadt Wien). Das heutige Wappen war ursprünglich der Brustschild des doppelköpfigen Adlerwappens aus der Kaiserzeit. Die Bezirke der Stadt führen eigene Bezirkswappen, die sie zur Darstellung der Bezirke verwenden können.
Das Gesetz, § 1. (2) sieht eine zweite Form des Wappens vor: Das Wappen kann auch in Form eines Brustschildes in der Figur eines schwarzen, golden bewehrten Adlers verwendet werden. Diese Form des Wappens ist der Verwendung durch die Organe der Gemeinde Wien und des Landes Wien vorbehalten.
Der Adler wird auch im Siegel von Wien gezeigt. § 2. (1) Das Siegel der Bundeshauptstadt Wien zeigt das Wappen im Brustschild eines Adlers. Als Umschrift des Siegels ist die Wortfolge „Bundeshauptstadt Wien“ oder die Bezeichnung des Organes der Gemeinde Wien oder des Landes Wien einzufügen, welches das Siegel verwendet.
In dieser Form darf das Wappen nur von den Organen der Gemeinde Wien oder des Landes Wien verwendet werden. Das Gleiche gilt für das Siegel. Obwohl das Gesetz die Verwendung des einköpfigen Adlers mit Brustschild vorsieht, wird es kaum in der Öffentlichkeit verwendet.

## Geschichte und Bedeutung

### Älteste Siegel

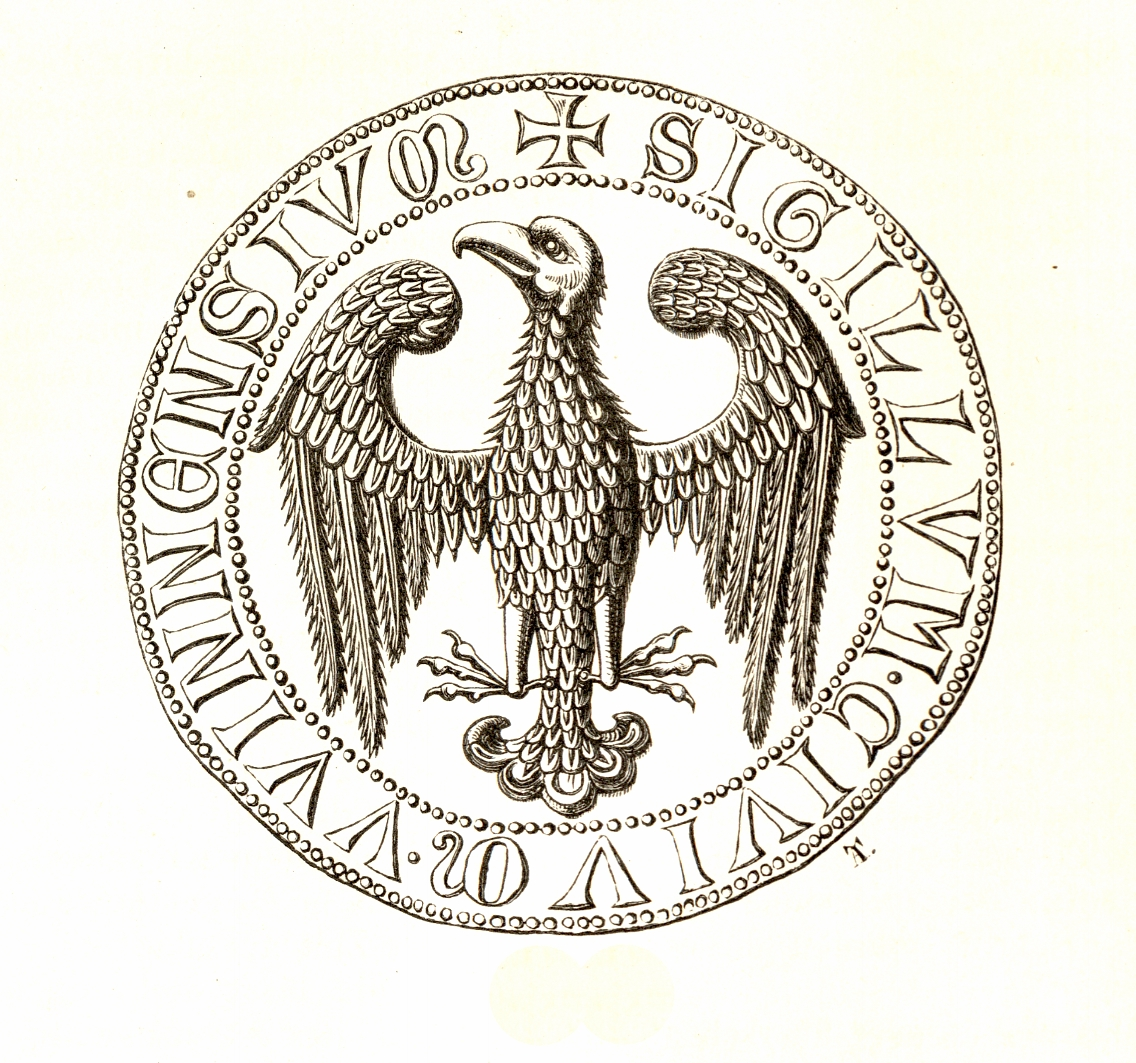
Ältestes Wiener Stadtsiegel um 1239

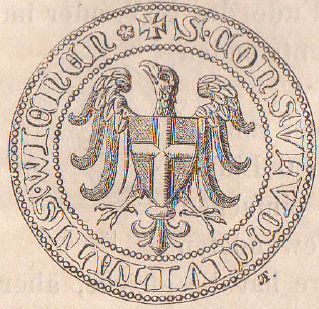
Siegel von Wien um 1346

Das Siegel heute

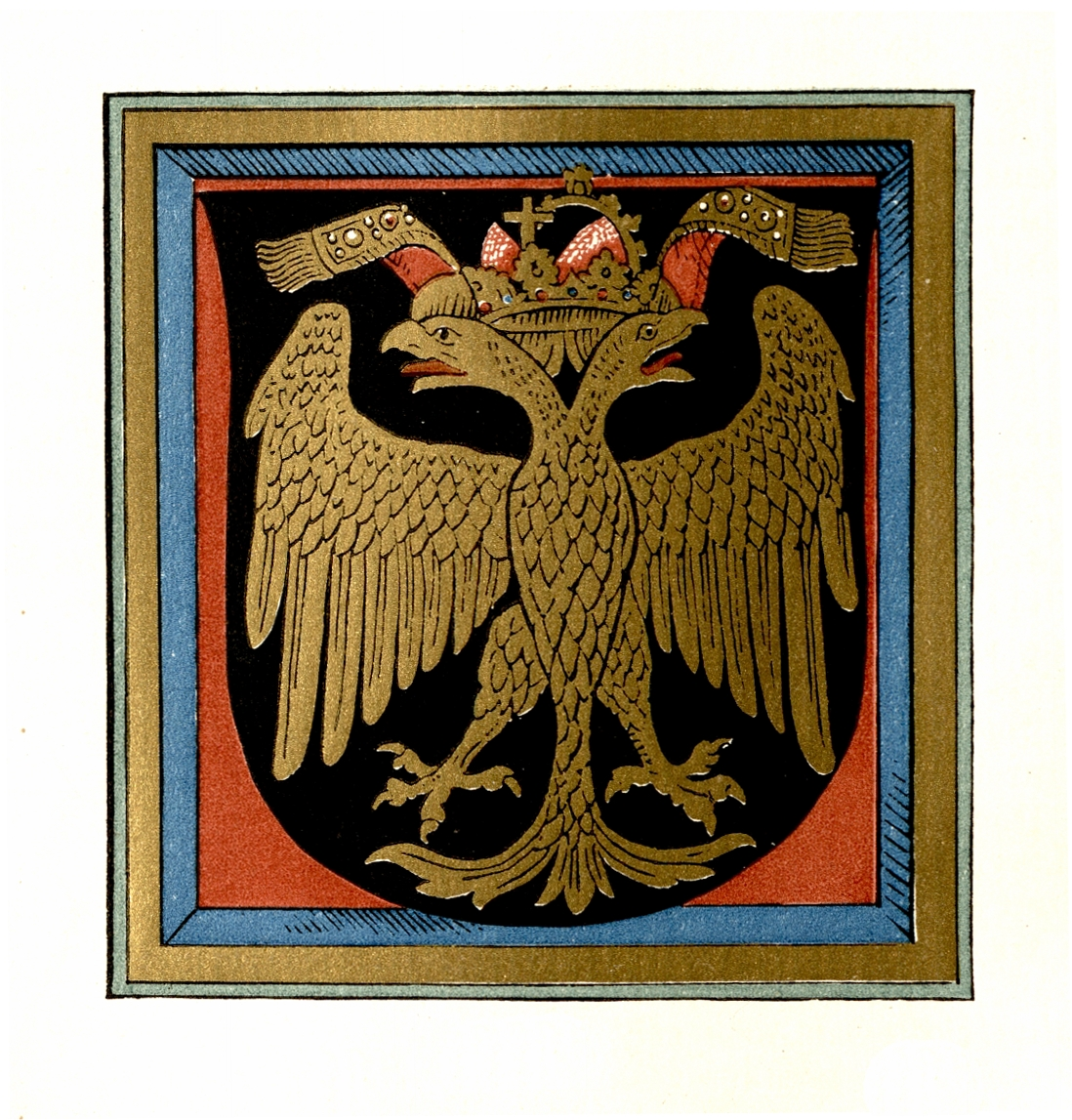
Das Wappen Wiens von 1461 – ohne Bindenschild

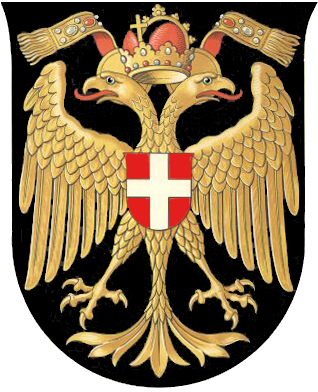
Das Wappen Wiens von 1465–1925 und 1934–1938

Die ältesten Siegel der Stadt zeigen nur einen Adler. Der Adler ist wahrscheinlich abgeleitet vom Wappen der Babenberger Herzöge von Österreich. Das älteste Siegel der Stadt hängt an einem Dokument aus dem Jahre 1228. Es ist aber nicht eindeutig, ob die Stadt bereits 1228 wirklich diese Siegel verwendete. Ein weiteres Siegel hängt an einem Dokument aus dem Jahre 1239, ein anderes aus dem Jahre 1281. Die Stadt verwendete kleinere Kontra- und Geheimsiegel mit dem Adler bis in das 16. Jahrhundert.
Am Ende des 13. Jahrhunderts tauchte das Kreuz auf, allerdings nicht im Siegel. Eine Münze aus dem Jahre 1278 zeigt vier Kreuzbindenschilder. Das Kreuz selbst ist vermutlich ein Hinweis auf die Kreuzzüge, an denen auch einige Wiener teilnahmen. Die Farben des Kreuzes, Silber im Rot, entstammen der Kreuzfahrerfahne mit dem Kreuz des Johanniterordens.
Die Stadt Wien verwendete Siegel mit dem österreichischen Babenbergerwappen, dem rot-weiß-roten Bindenschild, von 1360 bis in das 17. Jahrhundert. Dieses Siegel scheint aber nur für Dokumente verwendet worden zu sein, die mit Grundstücksübertragungen zu tun haben. Dies liegt wahrscheinlich daran, dass Handlungen um Land direkt im Namen der Herzöge als Landesherren von der Stadt durchgeführt wurden.
Die erste Kombination eines Adlers mit dem Kreuz erschien auf einem Siegel von 1327. Diese Form wurde während des 14. Jahrhunderts in unterschiedlichen Varianten verwendet.

### Kaiserliche Haupt- und Residenzstadt Wien
Am 26. September 1461 gewährte Kaiser Friedrich III. der Stadt die Führung eines doppelköpfigen Adlers mit Kaiserkrone als Wappen und Siegel. Der Bindenschild wurde damals noch nicht erwähnt. Obwohl der Adler letztendlich der kaiserliche Doppeladler war, wurde er nicht als solcher bezeichnet. Das neue Wappen sollte Wiens Stellung als kaiserliche Haupt- und Residenzstadt unterstreichen.
Bereits 1463 verlor die Stadt dieses Privileg wegen ihrer Untreue dem Kaiser gegenüber während verschiedener Kriege. Der erboste Kaiser übertrug die Rechte an die Stadt Krems an der Donau, die bis heute dieses Wappen führt.
Die Stadt schloss 1465 Frieden mit dem Kaiser und erhielt das Privileg des Wappens zurück. Diesmal war der Adler mit dem Kreuzbindenschild zusätzlich versehen. Ob dies offiziell allerhöchst sanktioniert wurde, ist nicht eindeutig.
Der doppelköpfige Adler mit Krone und Kreuzbindenschild blieb in dieser Version für hunderte von Jahren bis 1925 erhalten. Die Ausführung und künstlerische Gestaltung änderte sich zwar mit der Zeit, blieb aber in den Grundkomponenten gleich. In manchen Fällen wurde nur der Bindenschild als Wappen verwendet, das Siegel der Stadt war aber immer mit dem Adler.

### Bundeshauptstadt
Nach Ende der Monarchie 1918 wurde ein neues Bundeswappen eingeführt. Der Gemeinderat hielt am alten Wappen fest, im Februar 1925 wurde jedoch nach langer Debatte ein neues Wappen eingeführt. Das offizielle Wappen wurde der Bindenschild mit silbernem Kreuz auf rotem Grund. In einer zusätzlichen Entscheidung wurde die Verwendung des vereinfachten einköpfigen Adlers mit Schild, wie er auf den Siegeln des 14. Jahrhunderts erscheint, getroffen.

### Ständestaat
Während des Ständestaats ab 1934 wurde ein Gesetz über die Verwendung eines kleinen und großen Wappens verabschiedet. Das kleine Wappen war der Bindenschild, das große Wappen war der alte doppelköpfige Adler mit Krone in der Form vor 1925. 1938 wurde das kleine Wappen abgeschafft und die alleinige Verwendung des großen Wappens eingeführt.

### Nationalsozialismus
Nach dem „Anschluss Österreichs“ an das Deutsche Reich wurde die habsburgische Hauskrone über dem Doppeladler durch die römisch-deutsche Kaiserkrone ersetzt. Ansonsten blieb das Wappen unverändert.

### Nach 1945
Nach Ende des Zweiten Weltkrieges 1945 wurde das Wappen in der Form seit 1925 wieder eingeführt. Obwohl der doppelköpfige Adler nicht mehr geführt wird, findet er sich zum Beispiel noch auf Straßenlaternen.

## Bezirkswappen

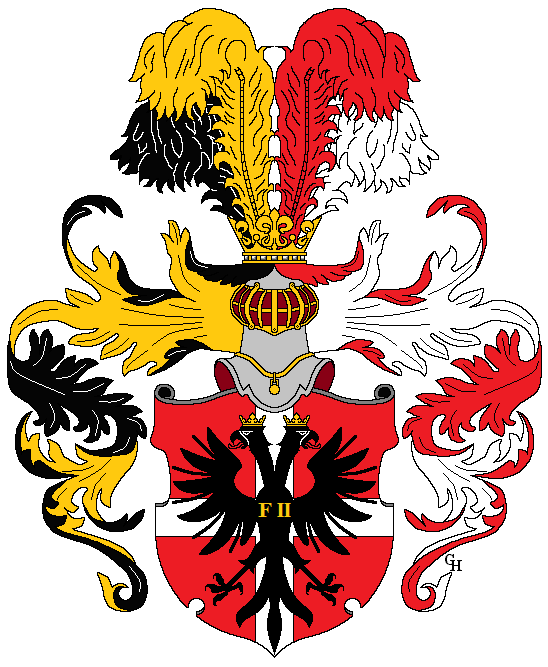
Wappen des Wiener Bürgermeisters Stephan von Wohlleben (1801) mit Verweisen auf das Wiener Stadtwappen

Für die Wiener Bezirke sind Bezirkswappen in Gebrauch. Die Wappenbilder wurden den Siegeln der einzelnen Bezirksteile, die vor der Eingemeindung eigenständige Gemeinden waren, nachgebildet. Das Wappen des I. Bezirks, Innere Stadt, zeigt dasselbe silberne Kreuz auf rotem Grund wie das Wappen der Stadt Wien. Im rechtlichen Sinn fehlt diesen traditionellen Bildern allerdings der Charakter als Wappen, da sie niemals durch ein Landesgesetz geregelt wurden.